# Zmijavci
Zmijavci su općina u Hrvatskoj. Nalaze se u Splitsko-dalmatinskoj županiji.

## Općinska naselja
Zmijavci su jedino naselje ove općine.

## Zemljopis
Općina Zmijavci nalazi se u Imotskom polju, 8 km južno od grada Imotskog. Površina Općine iznosi 14 km2.
Klima je mediteranska. Noći su 3 – 5 °C hladnije nego u Imotskom zbog utjecaja Vrljike (poznate u Zmijavcima kao Matica). Temperaturni prosjek siječnja je 5,1 °C, a srpnja 25,2 °C.

## Stanovništvo

### Popis 2011.
Prema popisu stanovništva iz 2011. godine, Općina Zmijavci ima 2048 stanovnika. Većina stanovništva su Hrvati s 97,80 %, a po vjerskom opredijeljenju većinu od 97,66 % čine pripadnici katoličke vjere.

### Popis 2001.
Prema popisu iz 2001. godine općina ima 2130 stanovnika.
| broj stanovnika | 442   |       | 585   | 667   | 794   | 816   |       | 949   | 2377  | 2405  | 2491  | 2195  | 2271  | 2535  | 2130  | 2048  | 1654  |
|                 | 1857. | 1869. | 1880. | 1890. | 1900. | 1910. | 1921. | 1931. | 1948. | 1953. | 1961. | 1971. | 1981. | 1991. | 2001. | 2011. | 2021. |

## Povijest
Zmijavci su, uz Cistu Provo, najmlađa župa Imotskog dekanata.

## Gospodarstvo
Stanovništvo se pretežno bavi vinogradarstvom i poljoprivredom.

## Poznate osobe
- Ivan Gudelj – bivši nogometaš i nogometni trener
- Anita Hrstić, r. Gudelj – novinarka, urednica i voditeljica[9]
- Milan Ivkošić – novinar i publicist
- Mladen Karoglan – nogometaš i poduzetnik
- Ivo Lončar – novinar i saborski zastupnik
- Ivan Milas – saborski zastupnik i čuvar državnog pečata
- Luka Milas – znanstvenik
- Mijo Milas – poznati psihijatar i sudski vještak, publicist, zavičajni povjesničar
- Milan Milas, Baraban – specijalist interne medicine, dugogodišnji liječnik u imotskoj ambulanti
- Cvitan Milas, Baraban – mag. Oecc, književnik
- Miroslav Piplica – svjetski prvak u kickboxingu
- Petar Šuto – nogometaš, bivši član Hajduka
- Ivica Todorić – poduzetnik, predsjednik Agrokor koncerna
- Zvonko Todorić – kuglač
- Hrvoje Zovko – novinar
- Mate Milas – hrv. književnik

## Spomenici i znamenitosti
- Crkva Svih Svetih, sagrađena 1895.g. na mjestu starije crkve
- Crkva sv. Josipa
- Starokršćanska bazilika u Zmijavcima, ostatci starokršćanske bazilike na predjelu Bublin s kraja 5. i početka 6. stoljeća[10]
- arheološko nalazište Radež, gradina iz brončanog i željeznog doba, sa srednjovjekovnom nekropolom, raspon od 2000. pr. Kr. do do 1700.
- arheološko nazalište Brižine-Balinjača, prapovijesni tumul i srednjovjekovno groblje sa stećcima iz 14. i 15. st.
- arheološko nazalište Liskovac, iz perioda 2300. pr. Kr. do 1600. godine, jedno od najbolje sačuvanih prapovijesnih gradina u Dalmaciji
- Kuća Mrkonjić, tradicijska arhitektura 18. i 19. stoljeća
- Padića mlinica u Zmijavcima
- Gornja Đogića mlinica
- Petrovića mlinica
- Ruralna cjelina Donji Karoglani, zaseok od nekoliko obiteljskih sklopova (prizemnica i katnica), primjer sačuvanog tradicijskog naslijeđa

## Obrazovanje
U Zmijavcima postoje dvije osnovne škole: Osnovna škola Zmijavci te škola u Šutima (na Roglića gumnu).

## Kultura
- KUD Zmijavci-Bublin
- KUD Dikovača

## Šport
Najpoznatije športsko društvo je NK Croatia Zmijavci. Svoje domaće utakmice klub igra na igralištu Marijan Šuto Mrma.
Godine 2007. osnovan je i rukometni klub. Također je i napravljena nova športska dvorana.
Memorijalni nogometni turnir Marijan Šuto Mrma održava se od 1995. Memorijalni malonogometni turnir "Ivan Šabić Zekić" održava se od 1999.

## Vanjske poveznice
- Službena stranica općine Zmijavci